# Mobumrin Aizi jezik
Mobumrin Aizi jezik, (ahizi; ISO 639-3: ahm), jedan od tri aizi jezika u Obali Bjelokosti, šira skupina kru, kojim govori 2 000 ljudi (1999 SIL) na sjevernoj obali lagune Ebrié. Imaju dva sela u departmanu Jacqueville, Abrako i Abraniamiambo.
Starije osobe govore i adioukrou, a djeca u školi danas uče francuski

## Vanjske poveznice
- Ethnologue (14th)
- Ethnologue (15th)